# Women's Tennis Association
Asociatia de Tenis pentru Femei (engleză Women's Tennis Association abreviat WTA) este  organizația reprezentativă a jucătoarelor profesioniste de tenis.  Acesta guvernează turul WTA, care este turneul profesionist de tenis la nivel mondial pentru femei și a fost fondat pentru a crea un viitor mai bun pentru tenisul feminin. Sediul central al WTA se află la Saint Petersburg, Florida, cu sediul european la Londra și sediul Asia-Pacific la Beijing.
Asociatia de Tenis pentru Femei a fost fondată în iunie 1973 de Billie Jean King, și își are originea în turneul inaugural Virginia Slims, organizat de Gladys Heldman și desfășurat la 23 septembrie 1970 la Houston Racquet Club din Houston, Texas. Rosie Casals a câștigat acest prim eveniment.
Când a fost înființată Asociația de Tenis pentru Femei, Billie Jean King era una dintre cele nouă jucătoare care formau WTA, numit și Original 9, printre care Julie Heldman, Valerie Ziegenfuss, Judy Dalton, Kristy Pigeon, Peaches Bartkowicz, Kerry Melville Reid, Nancy Richey, și Rosie Casals. Astăzi, WTA are peste 2.500 de jucătoare din aproape 100 de țări care concurează pentru premii în bani de 146 milioane dolari.

## Istoric
Organizația profesionistă WTA a fost fondată de tenismena profesionistă Billie Jean King, cu o săptămână înainte de deschiderea turneului de la Wimbledon din 1973. Întâlnirea s-a ținut la Gloucester Hotel din Londra. În 1975, WTA și-a mărit sensibil puterea financiară după semnarea unui contract cu compania de televiziune americană CBS de transmitere a meciurilor de tenis feminine. Acesta a fost primul contract de sponzorizare din istoria organizației. Au urmat alte și alte contracte de sponzorizare, cu Colgate în 1976, cu Avon, în 1979, și așa mai departe. Începând cu acel an, 1979, pentru prima dată în istoria sportului alb feminin, pragul de 100.000 de dolari americani, oferit ca premiu pentru câștigarea unui turneu de simplu feminin, a fost trecut.

## WTA Tour

Logo WTA 2010–2020

WTA a fost fondată la o întâlnire organizată de Billie Jean King, cu o săptămână înainte de Campionatele de la Wimbledon din 1973. Această întâlnire a avut loc la hotelul Gloucester din Londra. În 1975, WTA și-a mărit statura financiară prin semnarea unui contract de difuzare de televiziune cu CBS, primul din istoria WTA. Au urmat noi evoluții financiare. În 1976,  Colgate și-a asumat sponsorizarea circuitului din aprilie până în noiembrie. În 1979, Avon a înlocuit-o pe Virginia Slims ca sponsor al circuitului de iarnă și, în primul său an, a oferit cel mai mare fond de premii pentru un singur turneu, 100.000 de dolari pentru Campionatele Avon, din istoria tenisului WTA. Colgate Series, redenumit Toyota Series în 1981, a inclus turnee în toate părțile lumii, în timp ce evenimentele sponsorizate de Avon au avut loc exclusiv în SUA. Cele două circuite au fuzionat începând cu sezonul 1983, când Virginia Slims s-a întors pentru a primi drepturile depline de sponsorizare ale turneului WTA. Fiecare turneu aflat sub administrarea WTA a devenit acum parte a Virginia Slims World Championships Series.
În 1977, tenisul feminin a fost primul sport profesionist deschis femeilor transgender. Curtea Supremă din New York a decis în favoarea lui Renée Richards, un jucător care a fost supus unei intervenții chirurgicale de realocare a sexului de la bărbat la femeie. Eligibilitatea jucătorilor transgender este reglementată oficial în conformitate cu actualul regulament oficial WTA.
În 1984, Australian Open s-a alăturat US Open oferind femeilor premii egale, dar temporar nu a făcut-o între 1996 și 2000. După o campanie de 30 de ani, 2007 a marcat realizarea istorică a premiilor egale la Roland Garros și Wimbledon. Aceasta a însemnat că toate cele patru turnee majore au oferit paritate.
În 1995, Asociația Jucătorilor WTA a fuzionat cu Consiliul de tenis pentru femei pentru a forma Turul WTA.

## Tipuri de turnee
Circuitul WTA este împărțit în mai multe turnee de tenis feminin:
- Turnee de Grand Slam (4)
- Turneul Campioanelor (1)
- Turnee WTA Premier (20):
  - Premier Mandatory: patru evenimente de 6,5 milioane dolari (fond mărit de la 4,5 milioane USD în 2013). Fiecare dintre acestea sunt turnee combinate cu jucători profesioniști de tenis de sex masculin, la fel ca turneele de Grand Slam și au premii egale în bani pentru ambele sexe. Aceste turnee se desfășoară la Indian Wells, Miami, Madrid și Beijing.
  - Premier Five: cinci evenimente de 2,8 milioane de dolari la Doha/Dubai, Roma, Montreal/Toronto, Cincinnati și Wuhan. Dintre acestea, Roma, Montreal/Toronto și Cincinnati sunt turnee combinate masculine/feminine.
  - Premier: douăsprezece evenimente cu premii în bani de la 799.000 USD la 2,5 milioane USD. Nici unul dintre acestea nu este turneu combinat masculin/feminin.
- Turnee internaționale: există 32 de turnee, cu premii în bani de 250.000 USD, cu excepția a patru evenimente: Shenzhen Open, Moscow River Cup, Hong Kong Tennis Open și Tianjin Open, fiecare cu premii în valoare de 750.000 USD.
- Seria WTA 125 din 2012 (numărul de evenimente variază în fiecare an; în 2018 au fost zece turnee: patru în Statele Unite, două în China și câte unul în Croația, Franța, India și Taiwan).

## Clasament WTA

### Clasamentul actual
| Clasament WTA (simplu), 17 martie 2025 | Clasament WTA (simplu), 17 martie 2025 | Clasament WTA (simplu), 17 martie 2025 | Clasament WTA (simplu), 17 martie 2025 | Clasament WTA (simplu), 17 martie 2025 |
| #                                      | Jucătoare                              | Puncte                                 | Mod.                                   |                                        |
| -------------------------------------- | -------------------------------------- | -------------------------------------- | -------------------------------------- | -------------------------------------- |
| 1                                      | Arina Sabalenka                        | 9.606                                  | ▬                                      |                                        |
| 2                                      | Iga Świątek (POL)                      | 7.375                                  | ▬                                      |                                        |
| 3                                      | Coco Gauff (USA)                       | 6.063                                  | ▬                                      |                                        |
| 4                                      | Jessica Pegula (USA)                   | 5.361                                  | ▬                                      |                                        |
| 5                                      | Madison Keys (USA)                     | 5.004                                  | ▬                                      |                                        |
| 6                                      | Mirra Andreeva                         | 4.710                                  | ▲ 5                                    |                                        |
| 7                                      | Jasmine Paolini (ITA)                  | 4.518                                  | ▼1                                     |                                        |
| 8                                      | Elena Rîbakina (KAZ)                   | 4.448                                  | ▼1                                     |                                        |
| 9                                      | Zheng Qinwen (CHN)                     | 3.985                                  | ▬                                      |                                        |
| 10                                     | Emma Navarro (USA)                     | 3.859                                  | ▼ 2                                    |                                        |
| 11                                     | Paula Badosa (ESP)                     | 3.736                                  | ▼ 1                                    |                                        |
| 12                                     | Daria Kasatkina                        | 3.061                                  | ▬                                      |                                        |
| 13                                     | Diana Shnaider                         | 2.938                                  | ▬                                      |                                        |
| 14                                     | Karolína Muchová (CZE)                 | 2.854                                  | ▲1                                     |                                        |
| 15                                     | Danielle Collins (USA)                 | 2.853                                  | ▼1                                     |                                        |
| 16                                     | Barbora Krejčíková (CZE)               | 2.675                                  | ▬                                      |                                        |
| 17                                     | Amanda Anisimova (USA)                 | 2.335                                  | ▲1                                     |                                        |
| 18                                     | Beatriz Haddad Maia (BRA)              | 2.369                                  | ▼1                                     |                                        |
| 19                                     | Donna Vekic (CRO)                      | 2.314                                  | ▲ 3                                    |                                        |
| 20                                     | Ekaterina Alexandrova                  | 2.158                                  | ▼ 1                                    |                                        |

| Clasament WTA (dublu), 17 martie 2025 | Clasament WTA (dublu), 17 martie 2025 | Clasament WTA (dublu), 17 martie 2025 | Clasament WTA (dublu), 17 martie 2025 | Clasament WTA (dublu), 17 martie 2025 |
| #                                     | Jucătoare                             | Puncte                                | Mod.                                  |                                       |
| ------------------------------------- | ------------------------------------- | ------------------------------------- | ------------------------------------- | ------------------------------------- |
| 1                                     | Kateřina Siniaková (CZE)              | 10.490                                | ▬                                     |                                       |
| 2                                     | Taylor Townsend (USA)                 | 8.543                                 | ▬                                     |                                       |
| 3                                     | Erin Routliffe (NZL)                  | 7.990                                 | ▬                                     |                                       |
| 4                                     | Gabriela Dabrowski (CAN)              | 6.535                                 | ▬                                     |                                       |
| 5                                     | Jeļena Ostapenko (LAT)                | 6.285                                 | ▬                                     |                                       |
| 6                                     | Sara Errani (ITA)                     | 5.625                                 | ▬                                     |                                       |
| 6                                     | Jasmine Paolini (ITA)                 | 5.625                                 | ▲ 1                                   |                                       |
| 8                                     | Asia Muhammad (USA)                   | 4.960                                 | ▲ 2                                   |                                       |
| 9                                     | Liudmila Kicenok (UKR)                | 4.835                                 | ▬                                     |                                       |
| 10                                    | Hsieh Su-wei (TPE)                    | 4.726                                 | ▼ 2                                   |                                       |
| 11                                    | Zhang Shuai (CHN)                     | 4.341                                 | ▲ 2                                   |                                       |
| 12                                    | Chan Hao-ching (TPE)                  | 4.325                                 | ▼ 1                                   |                                       |
| 13                                    | Veronika Kudermetova                  | 4.215                                 | ▼ 1                                   |                                       |
| 14                                    | Irina Khromacheva                     | 4.075                                 | ▬                                     |                                       |
| 15                                    | Desirae Krawczyk (USA)                | 3.963                                 | ▬                                     |                                       |
| 16                                    | Anna Danilina (KAZ)                   | 3.913                                 | ▲ 1                                   |                                       |
| 17                                    | Ellen Perez (AUS)                     | 3.820                                 | ▲ 1                                   |                                       |
| 18                                    | Laura Siegemund (GER)                 | 3.715                                 | ▲ 1                                   |                                       |
| 19                                    | Nicole Melichar-Martinez (USA)        | 3.650                                 | ▼ 1                                   |                                       |
| 20                                    | Caroline Dolehide (USA)               | 3.515                                 | ▲ 1                                   |                                       |